# コズミック・ブルースを歌う
『コズミック・ブルースを歌う』（I Got Dem Ol' Kozmic Blues Again Mama!）は、コロムビア・レコードから1969年9月11日に発売されたアメリカのシンガー＝ソングライター、ジャニス・ジョプリンの通算3枚目となる初のスタジオ録音のソロアルバム。本作はジョプリンが以前のバンド、ビッグ・ブラザー・アンド・ザ・ホールディング・カンパニー離脱後初のアルバムであり、生前発売された唯一のソロアルバムでもある。

## レコーディング
レコーディングはニューヨーク市で1969年6月16日に開始され、6月26日に完了した。このアルバムのために、ジョプリンはホールディング・カンパニーのギタリストだったサム・アンドリューを開発に参加させ、コズミック・ブルース・バンドとともに取り組んだ。ジョプリンは以前のバンドでは認められなかったブラスとホーンセクションを楽曲に取り入れた。これは、ジョプリンの以前のサイケデリック・ロックとは全く対照的で、選ばれた楽曲はよりソウルとブルース色が強かった。2曲を除く全曲が、プロデューサーのガブリエル・メックラーとジョプリンが選択したカバー曲だった。残る2曲はジョプリン自身が書いた「ワン・グッド・マン」と「コズミック・ブルース」だった。全体としてこのアルバムはより洗練された仕上がりとなったが、『チープ・スリル』ほどの成功は収めなかった。

### リリース
このLPは1969年9月11日に発売され、発売後2か月足らずでゴールドレコードの資格を得た。コロムビアの作品番号は「#KCS 9913」となっている。ファーストプレスではタイトルがジャケットの背とディスクのラベルだけに記載されていた。その後、アルバムのタイトルはロバート・クラムによってデザインされたステッカーとしてシュリンクラップの上に貼られた。このアルバムはコロムビアからWKPC 9913およびPC 9913として、どちらもヴァイナルで再発売された。再発版では初版のステッカーではなく、タイトルがジャケットに印刷されており、シュリンクラップの上にはソニーの「Nice Price」ステッカーが貼られていた。新しい方のPC 9913ではバーコードが添付されていたものがあった。2010年には、180グラムの限定版クラシックLP高解像度ヴァージン・ヘヴィ・ヴァイナルがプレスされ販売された。技術的には、このアルバムはヴァイナルで合計6回再発売されている。多くのコレクターが、ロバート・クラムのステッカーが貼られているものは初版だと考えているが、そうではない。希少な初版のKCS 9913にはクラムのステッカーは貼られておらず、タイトルはジャケットの背にのみ記載されている。コロムビア・レコードは「コズミック・ブルース」と「リトル・ガール・ブルー」を収録したシングルを4-45023として発売した。このシングルは全米ビルボードチャートで最高41位に達した。
『コズミック・ブルースを歌う』には、このほかにもヒット曲の「トライ」("Try (Just A Little Bit Harder)")、「コズミック・ブルース」（"Kozmic Blues"）、「トゥ・ラヴ・サムバディ」（"To Love Somebody"）も収録されている。1999年の再発CDには、ジョプリンによる新しい歌詞とアレンジが与えられたボブ・ディランの「ディア・ランドロード」（"Dear Landloar"）と、ウッドストックでライブ録音された「サマータイム」（"Summertime"）および「心のカケラ」（"Piece of My Heart"）がボーナストラックとして収録された。

## 評価
| 専門評論家によるレビュー | 専門評論家によるレビュー |
| レビュー・スコア         | レビュー・スコア         |
| 出典                     | 評価                     |
| ------------------------ | ------------------------ |
| AllMusic                 | [ 7 ]                    |
| Robert Christgau         | A−                       |
| MusicHound Rock          | [ 1 ]                    |
| Rolling Stone            | (favorable)              |

ローリング・ストーン誌のジョン・バークスは、1969年11月1日付のインタビューで、ジョプリンのボーカルパフォーマンスを称賛した。しかし、彼はアルバムにおけるバックバンドの楽器演奏によって、彼女のボーカルが妨げられていると指摘している。バークスは全体として、ジョプリンの音楽的方向性の変化に満足していたものの、「バンドの演奏をシャットアウトできるところまで到達すること」を推奨している。
リッチー・アンターカーバーによれば、このアルバムは発売当初は酷評されたが、その理由の一つは、アルバムがソウル/R&Bへと傾き、彼女を『ビッグ・ブラザー・アンド・ザ・ホールディング・カンパニー』で有名にしたハードロック/サイケデリックなサウンドから離れてしまったことにある。アンターバーガーは、数十年を経てアルバムの評価は幾分改善し、アルバム自体の価値を考えれば長所もあると指摘する。しかし、それでもなお、バックミュージシャンの演奏が「少しぎこちない」と感じられたことなどから、このアルバムは「欠点のある」作品だと評している。

## 収録曲
| #  | タイトル                   | 作詞・作曲                               | 原題                                 | 時間 |
| -- | -------------------------- | ---------------------------------------- | ------------------------------------ | ---- |
| 1. | 「トライ」                 | ジェリー・ラゴヴォイ、チップ・テイラー   | Try (Just a Little Bit Harder)       | 3:57 |
| 2. | 「メイビー」               | リチャード・バーレット                   | Maybe                                | 3:41 |
| 3. | 「ワン・グッド・マン」     | ジャニス・ジョプリン                     | One Good Man                         | 4:12 |
| 4. | 「素晴らしい世界に」       | ニック・グレイヴナイツ                   | As Good as You've Been to This World | 5:27 |
| 5. | 「トゥ・ラヴ・サムバディ」 | バリー・ギブ、ロビン・ギブ               | To Love Somebody                     | 5:14 |
| 6. | 「コズミック・ブルース」   | ジョプリン、ガブリエル・メックラー       | Kozmic Blues                         | 4:24 |
| 7. | 「リトル・ガール・ブルー」 | ロレンツ・ハート、リチャード・ロジャース | Little Girl Blue                     | 3:51 |
| 8. | 「ワーク・ミー・ロード」   | ニック・グレイヴナイツ                   | Work Me, Lord                        | 6:45 |

| #   | タイトル                                                          | 作詞                                       | 作曲・編曲                                 | 時間 |
| --- | ----------------------------------------------------------------- | ------------------------------------------ | ------------------------------------------ | ---- |
| 9.  | 「ディア・ランドロード」(1969年6月17日のセッション・アウトテイク) | ボブ・ディラン 、ジョプリン                | ボブ・ディラン 、ジョプリン                | 2:32 |
| 10. | 「サマータイム」(1969年8月のウッドストックでのライブ)             | ジョージ・ガーシュウィン                   | ジョージ・ガーシュウィン                   | 5:04 |
| 11. | 「心のカケラ」(1969年8月のウッドストックでのライブ)               | ラゴヴォイ、 バート・バーンズ （ 英語版 ） | ラゴヴォイ、 バート・バーンズ （ 英語版 ） | 6:31 |

## パーソネル
- ジャニス・ジョプリン - リードボーカル、ギター
- サム・アンドリュー（英語版） - ギター、ボーカル
- マイケル・モナーク（英語版） - ギター（クレジットなし）
- マイク・ブルームフィールド - ギター（2,3,8）
- ブラッド・キャンベル - ベースギター、金管楽器
- リチャード・カーモード（英語版） - 電子オルガン、キーボード
- ガブリエル・メックラー（英語版） - 電子オルガン、キーボード
- ゴルディ・マックジョン（英語版） - 電子オルガン、キーボード（クレジットなし）
- モーリー・ベイカー - ドラムス
- ロニー・カスティーユ - ドラムス
- ジェリー・エドモントン（英語版） - ドラムス（クレジットなし）
- テリー・クレメンツ - テナー・サクソフォーン
- コーネリアス・"スヌーキー"・フラワーズ - バリトン・サクソフォーン、バックボーカル
- ルイス・ガスカ - トランペット

技術
- アレックス・カザネグラス、ジェリー・ホックマン、サイ・ミッチェル - エンジニア
- ロバート・クラム - アートワーク、ジャケットレタリング
- ブルース・スタインバーグ - ジャケット写真

## 販売と認証
| 国/地域                    | 認定     | 認定/売上数 |
| -------------------------- | -------- | ----------- |
| アメリカ合衆国 (RIAA)      | Platinum | 1,000,000^  |
| ^ 認定のみに基づく出荷枚数 |          |             |